# Elisabet-Teresiaorden

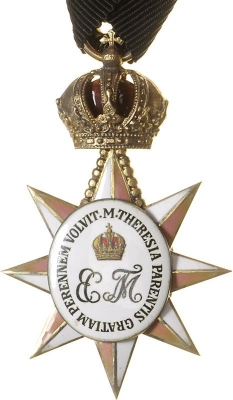
Elisabet-Teresiaorden.

Elisabet-Teresiaorden (tyska: Elisabeth-Theresien-Orden), var en österrikisk-ungersk militärorden i en klass instiftad 1750 av Elisabet Kristina (Karl VI:s änka), förnyad av hennes dotter, Maria Teresia, 1770 under namnet Elisabet-Teresianska militärstiftelsen. Riddarnas antal var endast 21.